# Srbi u NDH: Broj žrtava
Ovaj članak obrađuje problem demografskih i stvarnih gubitaka Srba na području Nezavisne Države Hrvatske u vrijeme njenog postojanja, 1941. – 1945. godine. Ti su gubici dio ukupnih žrtava, o kojima je riječ u članku Žrtve Drugog svjetskog rata na području Jugoslavije. Članak se bazira na navedenim studijama Vladimira Žerjavića i Bogoljuba Kočovića, uz neka dodatna izračunavanja i razjašnjenja.

## Pristup i definicija
Ovom se problemu može prići na dva načina: preko poimeničnih i zbirnih popisa, te demografskih izračunavanja. U drugom slučaju, od ukupnih demografskih gubitaka treba odbiti čisti demografski gubitak i saldo migracija (objašnjeno u članku Demografski gubici rata.
Ukupni stvarni gubitak obuhvaća: 
1. sve borce (partizane ili četnike i civile koji su poginuli u borbama ili umrli kao posljedica ranjavanja, epidemije tifusa i drugih ratom uzrokovanih okolnosti;
2. žrtve fašističkog terora ' ubijene od strane okupatora, ustaša i  četnika;
3. ubijene žrtve komunističkog terora (vidi članak Jugoslavenski komunistički zločini nakon završetka Drugog svjetskog rata)

Ova posljednja kategorija rijetko se koristila u općim pregledima žrtava rata. Obično se sumarno govorilo o "poginulim kvislinzima i kolaboracionistima", podrazumijevajući, da svi koje su ubili borci Narodnooslobodilačkog rata spadaju u te dvije kategorije, te da su likvidacije bile opravdane. Od Srba s područja NDH, u ovu kategoriju može se uvrstiti one četnike koji su su se svibnja 1945. predali Jugoslavenskoj armiji ili saveznicima (koji su ih vratili u Jugoslaviju) na području Slovenije, Austrije ili Italije, te nakon završetka rata bili likvidirani. O tome vidi članak Bleiburški pokolj.

## Sažetak
Broj stradalih Srba na području Nezavisne Države Hrvatske tijekom Drugog svjetskog rata može se procijeniti usporedbom rezultata popisa stanovništva prije i poslije rata, 1931. i 1948. godine. NDH je postojala na području Hrvatske bez Baranje, cijele Bosne i Hercegovine te Srijema. Na tom je području 1931. godine popisano 1.790.000 Srba, a 1948. Srbima se izjasnilo 1.829.000. Za usporedbu sa stanjem prije rata, od tog broja treba odbiti Muslimane koji su se izjasnili kao Jugoslaveni, a dodati one koji su iselili u Vojvodinu ili inozemstvo; to daje 1.907.000 "pravih" Srba.
Da bi se dobio stvarni ratni gubitak (broj poginulih ili ubijenih), treba procijeniti koliko je Srba bilo uoči rata 1941. godine, koliko bi bio 1948. da nije bilo rata, te koliki je čisti demografski gubitak zbog smanjenog nataliteta i povećanog mortaliteta za vrijeme rata. Ta su demografska istraživanja krajem 1980-ih nezavisno jedan od drugog izvršili Vladimir Žerjavić i Bogoljub Kočović. Prvi procjenjuje broj žrtava na 335.000, a drugi na 370.000.
Vladimir Žerjavić 1995. godine iznosi procjenu o 322.000 ukupnih srpskih žrtvi s područja NDH, u čemu 82 tisuća pripadnika partizanskih i 23 tisuće pripadnika četničkih postrojbi, 25 tisuća umrlih od tifusa, 20 tisuća civila stradalih u njemačkom logoru Sajmište kod Zemuna i daljnjih 45 tisuća civila pobijenih od Nijemaca na drugim mjestima, 15 tisuća civila pobijenih od Talijana, 34 tisuće civila stradalih u borbama ustaša, četnika i partizana, 28 tisuća pobijenih na raznim mjestima, te 50 tisuća pobijenih u sustavu logora Jasenovac.
Ovi se rezultati dobro slažu s rezultatima popisa žrtava 1964. (cijela Jugoslavija) i 1997. (Jasenovac), te brojem žrtava koje daju izvještaji za razne regije u Hrvatskoj i Bosni i Hercegovini.
Pokušaji lažnog prikazivanja broja stradalih Srba u NDH idu do broja od više 2 milijuna stradalih Srba.
Pitanje broja Srba postradalih u NDH do danas nije dovoljno temeljito istraženo. Demograf Stjepan Šterc ukazuje da je propaganda komunističke Jugoslavije dugotrajno mistificirala temu žrtava II. svjetskog rata, uvećavajući žrtve u redovima Srba i trajno šuteći o brojnosti žrtava među drugim narodima. Ukazuje da se od popisa stanovništva Jugoslavije 1931. do onoga iz 1948. godine ukupan broj Srba ipak povećao za 735.117, dok se broj Hrvata na tom području u isto vrijeme umanjio za 12.647. Doduše se pritom broj etničkih Srba u SR Hrvatskoj smanjio tijekom tih 17 godina za 89.205 (u SR BiH je u isto vrijeme uvećan za 136.116), ali se sve do danas nije uvažio utjecaj migracija Srba iz Hrvatske prema SR Srbiji, gdje je osobito doseljavanjem u Vojvodinu suptituirano folksdojčersko stanovništvo (400.000 ljudi ili više) doseljavanjem etničkih Srba iz drugih dijelova Jugoslavije.
Prema Mariju Bari, iz Hrvatske je u kolonizaciji Vojvodine neposredno nakon II. svjetskog rata i protjerivanja Folksdojčera sudjelovalo oko 7.500 tisuća obitelji, s prosječnih 5,69 članova. Među kolonistima, bilo je ukupno 7.134 Hrvata s područja Hrvatske i BiH; tj. najveći dio osoba koloniziranih u Vojvodinu s područja Hrvatske bili su etnički Srbi. Među skoro 30.000 obitelji doseljenih u Vojvodinu iz BiH, također su prevladavali Srbi: među kolonistima je bilo svega 1.848 osoba muslimanske pripadnosti. Nije istraženo koliko je od ukupno 162.447 Srba doseljenih tada u Vojvodinu bilo iz reda onih koji su tijekom II. svjetskog rata bili protjerani ili izbjegli s područja NDH u Srbiju.

## Popisi stanovništva i stope prirasta
Popis stanovništva na području Jugoslavije bio je proveden 1921. (s danom 31. siječnja, pa su potrebne sitne korekcije jer imamo malo više od deset godina razmaka), zatim 31. ožujka 1931., te nakon Drugog svjetskog rata 15. ožujka 1948. Iako svaki popis ima određenu grešku, službene statističke institucije u doba Druge Jugoslavije priznavale su te rezultate, a također i današnje.
Naravno, rezultati iz 1921. i 1931. odnose se na tadašnje područje Jugoslavije, bez dijelova koji su bili pod Italijom (Istra, Rijeka, Kvarnerski otoci, Zadar), pa u usporedbama to treba uzeti u obzir.
Kada se uspoređuju podaci o stanovništvu pojedinih republika, treba imati u vidu da je popis 1921. sačinjen, i rezultati iskazivani, po tadašnjim upravnim jedinicama, a onaj iz 1931. po tadašnjih devet banovina (uvedene 1929, nazvane po rijekama), koje nemaju veze s povijesnim pokrajinama (osim Dravske banovine, koja se poklapa s teritorijom današnje Republike Slovenije minus dijelovi koji su tada bili pod Italijom). Za iskazivanje broja stanovnika po republikama koje su postojale 1948. (to su današnje države), treba pažljivo, po kotarevima i općinama, pregledati sve podatke iz 1921. i 1931., pa razdijeliti i pribrojiti republici u čijem je sastavu 1948. Taj su proračun statističari nakon Drugog svjetskog rata obavili; Žerjavić donosi te brojeve (zaokružene na tisuću stanovnika) u tabeli 1, str. 106, prema knjizi V. Simeunovića: Stanovništvo Jugoslavije i socijalističkih republika 1921-1961, Beograd: Savezni zavod za statistiku, 1964.
Stopa prirodnog priraštaja stanovništva 1930-ih godina u Jugoslaviji opada, a posebno naglo od 1935. (O tome podrobnije u članku Žrtve Drugog svjetskog rata na području Jugoslavije, poglavlje Broj stanovnika Kraljevine Jugoslavije 1941.) To treba uzeti u obzir ne samo kada se izračunava broj stanovnika 1941., nego i kada se izračunava očekivani broj stanovnika 1948.

## Bosna i Hercegovina
Za Bosnu i Hercegovinu, iz rezultata popisa stanovništva, dobivamo ukupno 1.890.000 stanovnika godine 1921, te 2.324.000 godine 1931. Prirast je dakle 434.000, odnosno 23,0 % za deset godina, što daje prosječnu stopu prirasta od 2,08% godišnje. (Međutim, ako uzmemo u obzir da se zapravo radi o razmaku od 122 mjeseca između dva popisa a ne 120, broj je nešto niži, 2,05%. Broj stanovnika na dan 31. siječnja 1931. bio bi 2.316.000. Žerjavić spominje taj čimbenik na str. 107) To je znatno više od stope prirasta cijele Jugoslavije u tom periodu, koja je iznosila 1,50% (vidi: Broj stanovnika Kraljevine Jugoslavije 1941).
Broj stanovnika Bosne i Hercegovine po popisu iz 1948. je 2.565.000 (Žerjavić, tabela 16, str. 129) Dakle, veći je za 241.000 od broja stanovnika 1931.
Za usporedbu s dalje navedenim proračunima Kočovića i Žerjavića: ako bismo pretpostavili da je stopa porasta stanovništva ostala 2,05% godišnje, koja je bila u razdoblju 1921-1931, stanovništvo bi se u razdoblju od 17 godina povećalo za 41,2 posto, pa bi za 1948. iznosilo 3.281.000, tj. za 957.000 više, nego godine 1931. To je pak za 716.000 više od stvarnog broja stanovnika po popisu 1948.
Možemo reći da je taj broj gornja granica s kojom u proračunu demografskih gubitaka možemo računati; nema nikakvih razloga za pretpostavku da bi stopa porasta iznenada porasla i bila čak i veća nego 1920-ih godina. Čak i broj od 2,05% znači pretpostavku da bi se trend pada stope, jako izražen u drugoj polovici 1930-ih, naglo zaustavio i obrnuo; to je posve nevjerojatno (vidi Izračunavanje očekivanog broja stanovnika 1948).
Za Bosnu i Hercegovinu Žerjavić za razdoblje 1931-1941. računa s prosječnom godišnjom stopom rasta od 2,06%. S obzirom na pad stope rasta 1935-1939, u izračunavanju očekivanog broja stanovnika 1948. Žerjavić računa sa stopom od 1,66% za razdoblje 1941-1948. Ova stopa od 1,66% za razdoblje od sedam godina znači povećanje od 12,22%, dok bi stopa od 2,06%  za sedam godina dala povećanje od 15,34%.
Bogoljub Kočović u svojoj studiji izračunava za cijelu Jugoslaviju za 1941. i 1948. godinu nešto niži broj nego Žerjavić, dok se značajnija razlika javlja kod Bosne i Hercegovine, gdje za 1941. navodi 2.814.000 stanovnika (Žerjavić malo više: 2.825.000), a za 1948. izračunava 3.233.000, više od Žerjavića (3.171.000), ali manje od gore navedene gornje granice od 3.281.000. Zato su ukupni demografski gubici za Jugoslaviju kod Kočovića nešto manji nego kod Žerjavića (za 1,8%), a za BiH veći: 668.000 prema 606.000 (za 10,2%). Razlika dolazi otuda, što Kočović za očekivanu godišnju stopu prirasta u godinama 1941-1948. uzima 2,00% (nešto manje od gore spomenutih 2,05% iz razdoblja 1921-1931), a Žerjavić 1,65%. Žerjavić kaže da nije jasno na kojoj osnovi Kočović pretpostavlja tako visoku stopu, kada je ona, kako je gore izloženo, tijekom 1930-ih stalno bila u padu. (Žerjavić komentira Kočovićevu studiju i razlike na str. 172-177)
Uz još neke korekcije i pretpostavke, koje detaljno obrazlaže, Žerjavić konačno u tabeli 17, str. 133, daje podatke o očekivanom i stvarno registriranom stanovništvu Bosne i Hercegovine 1948. godine ukupno, te po narodnostima. Za ukupno očekivano stanovništvo godine 1948. on daje 3.171.000, što je za 110.000 manje od gore navedene gornje granice. Riječ je dakle od razlici od samo 3,5%.
Stvarno registrirani broj stanovnika, prema popisu iz 1948., kako je navedeno gore, bio je 2.565.000, odnosno za 606.000 manji od očekivanog po Žerjavićevom računu.
Da bi se dobio demografski gubitak, treba još uračunati emigraciju. Znatan broj stanovnika, gotovo sve Srbi, iselio je nakon rata u Vojvodinu. Neki su Srbi iselili u Srbiju, a Hrvati u Hrvatsku. Ti su brojevi poznati i Žerjavić ih navodi na str. 125-128. Ukupna je emigracija 126.000, pa to daje ukupni demografski gubitak Bosne i Hercegovine od 480.000.
Da bi se dobio stvarni ratni gubitak, treba od navedenog broja oduzeti čisti demografski gubitak. Ratne su prilike u Jugoslaviji bile izvanredno teške, a osobito na području Bosne i Hercegovine. Žerjavić o tome raspravlja na str. 145-148. U tabeli 28, str. 157, on sumira sve podatke o demografskim i stvarnim gubicima. Kao demografski gubitak za Bosnu i Hercegovinu u cjelini uzima 101.000. Odatle je stvarni demografski gubitak 379.000.
Nadalje, treba uzeti u obzir i gubitak stanovništva zbog emigracije u inozemstvo. On za Bosnu i Hercegovinu iznosi ukupno 51.000. U tom broju značajne su nacionalne manjine: 13.000 Poljaka, 12.000 Nijemaca, te nešto Rusa, Mađara i Talijana. Emigriralo je i 10.000 Srba, 6.000 Hrvata i 5.000 Muslimana.
Oduzevši tih 51.000 emigranata, dobivamo za ratne gubitke Bosne i Hercegovine 328.000 ljudi. Od toga je 12.000 umrlo u inozemstvu, a 316.000 u zemlji. (Žerjavić, tabela 28, str. 157)' Taj broj obuhvaća sve poginule, ubijene i umrle zbog ratnih okolnosti.
Bogoljub Kočović, koji kako je gore navedeno računa s višom stopom rasta, izračunava da su ratni gubici Bosne i Hercegovine 382.000 ljudi, tj. za 54.000 odnosno 16,5% više. (Za Srbiju Kočović izračunava manji broj žrtava nego Žerjavić.)
Kao što se vidi, ovaj broj žrtava dat je na temelju poznatih podataka, te izračunavanjima uz neke navedene pretpostavke, koje je teško dovesti u pitanje. Moguće su naravno određene greške, ali ne u stotinama tisuća. Broj emigranata unutar Jugoslavije dobro je poznat, broj emigranata u inozemstvo također. Da je do pada nataliteta u doba rata došlo, sasvim je sigurno. Moglo bi se još inzistirati da su svi statistički podaci pogrešni i da su stope rasta stanovništva u razdoblju 1931-1941. bile znatno veće, pa je onda veći i broj stanovništva 1941. (ukupno ili za pojedine nacionalnosti), i za isti broj veći i broj žrtava. Ali takve se tvrdnje ne mogu zasnivati ni na kakvim postojećim podacima, nego na posve proizvoljnim pretpostavkama.
Stjepan Šterc ukazuje 2017. godine da je prema podatcima popisa stanovništva bilo 1931. u okviru današnjih granica Hrvatske 633.256 pravoslavnog stanovništva u Hrvatskoj (oko 633.000 Srba), a u Bosni i Hercegovini daljnjih 1.028.139 pravoslavaca. Popis stanovništva 1948. godine utvrđuje u Hrvatskoj 543.795 osoba srbijanske etničke pripadnosti (dakle, 89.205 manje nego u popisu 1931.), a u Bosni i Hercegovini 1.136.116 (dakle za 136.116 više nego u popisu 1931.); na razini čitave Jugoslavije povećan je u tih 17 godina broj Srba za 14,7%, u BiH za 13,6 posto, dok je u Hrvatskoj umanjen za 14,1 posto: Šterc ukazuje na migracije unutar samog područja Jugoslavije u tom 17-godišnjem razdoblju, kao vjerojatni razlog stanovitog pada udjela Srba u ukupnom stanovništvu na području Hrvatske i BiH (tj. u granicama NDH), te zaključuje da su vrlo dubiozni izračuni da su Srbi na tom području stradavali u nekom većem udjelu, u odnosu na stanovništvo drugih etničkih pripadnosti. Doista, Srbi s područja koje je 1941. – 1945. god bilo obuhvaćeno granicama NDH, sudjelovali su nakon 1945. godine u kolonizaciji Vojvodine, gdje su etnički Srbi zamijenili preko 400.000 Folksdojčera koji su odande organizirano protjerani.
Nakon 2. svjetskog rata bila je poduzeta velika kolonizacija slavenskog stanovništva u kuće i imanja Folksdojčera, te je dio stanovništva iz Bosne i Hercegovine - uglavnom Srbi kolonizirani u Slavoniju i najviše u Vojvodinu. Prema planovima u provedbi Općeg zakona o Agrarnoj reformi i kolonizaciji je Banat je trebalo naseliti 8.500 obitelji iz Bosne i Hercegovine, Bačku  3.000 obitelji iz Bosne i Hercegovine, Srijem 500 obitelji iz Bosne i Hercegovine. Prosječna obitelj koja je kolonizirana imala je 5,69 članova. Na području Hrvatske, bilo je planirano dodijeliti pravo na koloniziranje tako da među kolonistima bude 61,1 posto Hrvata i 38,9 posto Srba, ali je u izvedbi kolonizacije udio Srba bio naposljetku znatno veći od planiranog. Od 225.696 kolonista naseljenih u Vojvodini, bilo je 162.447 Srba, velikim dijelom onih iz Bosne i Hercegovine.

### Verifikacija demografskog izračunavanja za Bosnu i Hercegovinu
Prema Imeničnom popisu žrtava na osnovi podataka Zemaljske komisije za utvrđivanje zločina okupatora i njihovih pomagača iz 1946. ukupan broj palih antifašističkih boraca i žrtava fašizma (svih etničkih pripadnosti) na području Bosne i Hercegovine iznosio je 174.084 (podatak iz knjige Đorđa Pejanovića: Stanovništvo BiH, Beograd, 1955) .(Žerjavić, str. 71)

## Hrvatska
Za Hrvatsku dajemo samo sumarni broj koje iznosi Žerjavić. Za razjašnjenje o načinima izračunavanja vidi poglavlje o Bosni i Hercegovini.
Broj stanovnika Hrvatske 1931. godine je 3.430.000. Godine 1948. broj stanovnika je 3.757.000, od čega je 261.000 na pripojenim područjima koja su 1931. bila pod Italijom. Stopa priraštaja je u Hrvatskoj uvijek bila niža nego u Bosni i Hercegovini. Žerjavić uzima za 1941. godinu 3.780.000 stanovnika, te za 1948. očekivano stanovništvo 4.044.000.
Razlika prema broju ustanovljenom popisom je 548.000, od čega treba oduzeti saldo migracija od 46.000 (emigracija u inozemstvo i u Vojvodinu, imigracija iz Bosne i Hercegovine), pa demografski gubitak iznosi 502.000. (Žerjavić, tablica 19, str. 136)
Bogoljub Kočović, kako upozorava Žerjavić (str. 175), napravio je kod Hrvatske grešku uspoređujući rezultate popisa iz 1948. i iz 1931.: nije uzeo u obzir da su kotarevi Biograd i Preku, koji su nakon pripojenja Zadra bili pripojeni kotaru Zadar, godine 1931. bili u okviru Jugoslavije. Tako on računa da je područje pripojeno Hrvatskoj imalo 317.000 stanovnika, a stvaran broj, kada se spomenuti kotarevi oduzmu, jest 261.000. Inače, Kočovićev broj gubitaka je gotovo potpuno jednake Žerjavićevom.
Od ukupnog demografskog gubitka od 502.000, čisti demografski gubitak  je 50.000. Stvarni demografski gubitak stanovništva je dakle 452.000.
Vrlo je velika bila emigracija u inozemstvo: ukupno 157.000, od toga je 90.000 Nijemaca (izbjegli i deportirani) i 30.000 Hrvata (izbjegli).
Ratni gubici Hrvatske su dakle 295.000, od čega je 24.000 umrlo u inozemstvu, a 271.000 u zemlji. (Žerjavić, tablica 30, str. 159)
U kolonizaciju Vojvodine se na imanja Folksdojčera koloniziran i znatan broj obitelji iz Hrvatske, uglavnom etničkih Srba: među 9.279 obitelji s 52.868 članova koje su iz Hrvatske odselile za Vojvodinu, bilo je ukupno samo 7.134 Hrvata.

### Verifikacija demografskog izračuna za Hrvatsku
Prema Imeničnom popisu žrtava na osnovi podataka Zemaljske komisije za utvrđivanje zločina okupatora i njihovih pomagača iz 1946. zbroj ukupnog broja žrtava fašističkog terora na teritoriju Hrvatske iznosio je 138.984.(Žerjavić, str. 71)
Osim popisa žrtava rata iz 1964. godine, čiji rezultati nikada nisu potpuno obrađeni, za čitavo područje Hrvatske postoji velik broj brošura, u kojima su dati podaci o poginulim borcima NOR-a i žrtvama rata u pojedinim kotarevima, regijama, logorima isl. Obradom 49 takve brošure, Imeničnog popisa žrtava Zemaljske komisije za utvrđivanje zločina okupatora i njihovih pomagača i prikupljenih dodatnih podataka SUBNOR-a, uz procjenu broja ubijenih ustaša, domobrana i četnika,  Žerjavić dolazi do broja od 266.600 žrtava. (str. 188-189)

## Srbi u Bosni i Hercegovini
Prije drugog svjetskog rata nije bilo kategorije "nacionalnost" u popisima stanovništva. (Pogledajte: Nacionalnosti po popisima 1921. i 1931). Broj Srba u popisima iz 1921. i 1931. dobivamo tako, da od iskazanog broja pravoslavaca odbijemo one, kojima materinji jezik nije srpskohrvatski; to su Rusi, Ukrajinci, Bugari i Rumunji. Od preostalog broja, treba također odbiti Crnogorce i Makedonce.
Tako za Bosnu i Hercegovinu za 1931. godinu imamo 1.028.723 pravoslavnih. Drugi materinji jezik imalo ih je 12.700, a procjenjuje da je bilo 1.000 Makedonaca i 2.000 Crnogoraca. Tako dobivamo broj od 1.013.023 Srba. (Žerjavić, prilog 9, str. 236-239)
Na popisu stanovništva 1948. kao Srbi se izjasnilo 1.136.000 stanovnika BiH. Za usporedbu s predratnim podacima treba međutim odbiti ljude muslimanske vjere, koji su se te godine izjasnili kao Srbi. Tzv. "Muslimani-Jugoslaveni" (za razliku od Albanaca i drugih muslimana) su se na to popisu izjašnjavali kao neopredijeljeni (većina), kao Srbi ili Hrvati, a u Makedoniji i kao Makedonci. Popis 1948., knjiga IX, str. XVII. navodi da se u BiH 71.995 muslimana izjasnilo kao Srbi, a 25.295 kao Hrvati (Žerjavić, prilog I.8, str. 235). U tabeli 17 na stranici 133 navodi asimilaciju +75 tisuća, tj. za 3.000 više, računajući i s određenom asimilacijom Rusa, Bugara i Rumunja koji su se također izjasnili kao Srbi. To daje 1.061.000 "pravih" Srba.
Za Srbe u Bosni i Hercegovini Žerjavić računa sa stopom priraštaja jednakom, kao za Bosnu i Hercegovinu u cjelini. To odgovara broju koj je dobiven popisima stanovništva; za Muslimane je stopa prirasta nešto veća, a za Hrvata nešto niža. Tako dobiva za broj Srba na području BiH godine 1941. 1.231.000, a očekivani broj za 1948. bio bi 1.381.000. Razlika prema stvarnom stanju je 245.000, a uz 75.000 asimiliranih to daje 320.000 demografskih gubitaka. Od toga treba odbiti iseljenike: nakon rata je odselilo 10.000 Srba na uže područje Srbije (tabela 14, str. 127) i 84.000 u Vojvodinu (tabela 15, str. 128). Dakle demografski gubitak Srba u BiH je 226.000 (tabela 17, str. 133).
Uz iste pretpostavke kao za BiH u cjelini, čisti demografski gubitak Srba (zbog smanjenog nataliteta) je 46.000. Stvarni demografski gubitak je dakle 180.000. Emigriralo je u inozemstvo 10.000, te su konačno ratni gubici Srba u BiH 170.000, od čega je 6.000 umrlo u inozemstvu, a 164.000 u zemlji (tabela 28, stranica 157).
Srbi su imali najveće ratne gubitke u BiH u apsolutnom iznosu, a druge najveće (poslije Židova) u relativnom iznosu (13,8% od izračunatog broja stanovnika 1941.). Ratni gubici Muslimana su 78.000 (8,9%), Hrvata 66.000 (10,5%), Židova 10.000 (oko 80%) te ostalih 4.000.
Ovaj je broj, kao i onaj za cijelu Jugoslaviju, izračunat na temelju poznatih podataka i realističnih pretpostavki. Moguće su naravno određene greške; a po prirodi statistike, moguće su greške u postotku veće kada baratamo s manjim brojevima (što se vidi npr. usporedbom Kočovićevih i Žerjavićevih izračunavanja). No računajući s nešto većom stopom rasta stanovništva, ili eventualno manjom stopom čistih demografskih gubitaka, broj žrtava mogao bi se povećati za nekoliko desetaka, a ne nekoliko stotina tisuća. Kočović navodi ratni gubitak Srba iz BiH od 209.000, što je za 39.000 odnosno 22,9% više nego što daje Žerjavić.
Novija istraživanja ukazuju da je broj Srba iseljenih iz BiH u Vojvodinu bio nešto veći, nego što su bili računali Žerjavić i Kočović: naime je u nekim dijelovima Jugoslavije interes za kolonizaciju u Vojvodinu bio slabiji od planiranoga, pa su se povećavale kvote za preseljavanje u onim područjima gdje je interesa bilo više, u principu kod Srba u BiH i Hrvatskoj. Podatci po mjestima odlaska stanovništva nisu za vrijeme Jugoslavije bili uređeni, ali je popisano 1948. godine da od 225.696 osoba koloniziranih u Vojvodinu iz drugih dijelova Jugoslavije, ima 162.447 Srba, 40.176 Crnogoraca, 12.000 Makedonaca, 7.134 Hrvata, 2.091 Slovenaca i 1.848 Bošnjaka.

## Srbi u Hrvatskoj
Srbi u Hrvatskoj imali su nešto višu stopu rasta stanovništva nego Hrvati, ali manju nego Srbi i drugi narodi u BiH. Hrvatska je uvijek imala nižu stopu rasta od prosjeka Jugoslavije i znatno nižu od BiH. Godine 1921-1931. stopa rasta bila je 0,90%. (Žejravić, tabela 8, str. 119)
Prema popisu iz 1931. Srba je u Hrvatskoj 633.000. Za godinu 1941. Žerjavić izračunava 704.000, a za 1948. očekivani broj od 753.000. Stvarni je broj prema popisu iz 1948. bio 544.000, od čega 5.000 na pripojenim područjima. Razlika je 219.000, od čega treba oduzeti 60.000 odseljenih u Srbiju (osobito Vojvodinu). Demografski gubitak Srba u Hrvatskoj je dakle 159.000. (Tabela 19, str. 136).
Od tog broja, čisti demografski gubitak je 10.000. Stvarni demografski gubitak je 149.000. Od toga je emigriralo u inozemstvo 12.000, pa su ratni gubici 137.000. Od toga je 6.000 umrlo u inozemstvu, a 131.000 u zemlji. (Tabela 30, str. 159) Kočović za ratne gubitke Srba u Hrvatskoj izračunava 125.000, odnosno za 12.000 ili 8,8% manje.

## Srbi u NDH
Teritorij Nezavisne Države Hrvatske obuhvaćao je 1941.:
1. cijelo područje današnje Bosne i Hercegovine;
2. veći dio područja današnje Hrvatske, bez područja koja su već prije bila pod vlašću Italije; također bez većeg djela Dalmacije i otoka koji su pripojeni Italiji, te bez Baranje, koja je pripojena Mađarskoj; Međimurje su Mađari okupirali i držali pod okupacijom cijelo vrijeme rata;
3. Srijem, koji je već 1939. bio u sastavu tada formirane Banovine Hrvatske.

Nakon kapitulacije Italije u rujnu 1943., Ante Pavelić je proglasio poništenje Rimskih ugovora, po kojima su Dalmacija i otoci bili prepušteni Italiji. Stvarna vlast NDH nije međutim nikada na tom području uspostavljena, nego su ih zaposjeli Nijemci, već u jesen 1944. partizani. Srbe s tih područja ipak uračunavamo u kategoriju "Srbi u NDH".
Prema tome, broj Srba u NDH izražavamo kao zbroj Srba na području:
1. Hrvatske bez Baranje
2. cijele Bosne i Hercegovine
3. Srijema.

Sve relevantne podatke Žerjavić daje u tabeli 5, str. 70. Po popisu iz 1931. ukupno je na tom području bilo 1.790.000 Srba. Izračunato za 1941. je 2.089.000. (Različite stope rasta, visoka za BiH, niža za Hrvatsku, još niža za Srijem, prema poznatim demografskih kretanjima 1931-1940). Očekivani broj za 1948. je 2.300.000, dok je popisom ustanovljeno 1.829.000. Razlika iznosi 471.000, od čega treba oduzeti saldo migracija od 131.000 (iseljavanje iz Hrvatske i BiH, useljavanje u Srijem), dodati asimilaciju (75.000 Muslimana i drugih u BiH koji su se 1978. izjasnili kao Srbi), pa dobivamo demografski gubitak od 415.000. Od toga je čisti demografski gubitak 58.000 a emigracija 22.000, pa konačno dobivamo ratni gubitak od 335.000, od čega je 13.000 umrlo u inozemstvu, a 322.000 u zemlji.
Bogoljub Kočović, kao što je gore navedeno, za gubitak Srba u BiH daje broj za 39.000 veći, a u Hrvatskoj 12.000 manji. Za ukupni gubitak Srba u NDH on daje broj od 370.000, odnosno za 35.000 ili 10,4% veći nego Žerjavić. (Kočović, str. XVII)
Analizirajući sve postojeće izvještaje o broju palih boraca Narodnooslobodilačkog rata i žrtava fašističkog terora po pojedinim užim područjima unutar Hrvatske, BiH i Srijema, Žerjavić raščlanjuje ukupni broj od 322.000 žrtava u zemlji na sljedeće kategorije: poginuli borci NOR-a 82.000; poginuli kvislinzi i kolaboracionisti 23.000; žrtve fašističkog terora ukupno 217.000, od toga u logorima, jamama i zatvorima 93.000, a u naseljima 124.000. (Tablica 6, str. 71) Prema tome, od Srba koji su 1941. godine živjeli na području NDH poginulo je 15,4%, od toga su 10,4% žrtve fašističkog terora: ubijeni od ustaša, Nijemaca, Talijana, ali i od četnika. To je vrlo velik broj.
Kočović ne raščlanjuje broj od 370.000 žrtava Srba na području NDH, jer kao emigrant nije imao pristupa svim onim izvorima u zemlji koje je Žerjavić sakupio i proučio. Ako bismo pretpostavili da čitavu razliku čine žrtve fašističkog terora, ona bi iznosila 252.000. Čak i ako se dalje forsira s nerealnim pretpostavkama o stopi prirodnog priraštaja za Srbe na tom području u cijelom razdoblju 1931-1948, recimo da je ona na nivou iz razdoblja 1991-1931, dodatak je tek do 20.000. Iz toga se vidi da je nemoguće govoriti o 500.000 ili više Srba ubijenih samo u Jasenovcu.

### Sabirni logor Jasenovac
Broj Srba umorenih u sabirnom logoru Jasenovac Žerjavić procjenjuje, na temelju izvora, između 45.000 i 52.000. Oko 20.000 Srba iz Srijema, Bosne, Banije, Korduna i Like odvedeno je u nacistički logor Sajmište kraj Beograda i tamo likvidirano (str. 72). Izgleda neobično, s obzirom na značenje koje je Jasenovac imao kao simbol pogroma i genocida (i u Srbiji ima i danas) da je od Srba, koji su bili žrtve fašističkog terora na području NDH, manje od jedne četvrtine ubijeno u tom logoru. On naravno jest najveće pojedinačno gubilište (ukupni broj ubijenih, računajući Židove, Rome, Hrvate i ostale, Žerjavić procjenjuje na 83.000, a po Muzeju žrtava genocida iz Beograda oko 80.000), ali to je samo manji dio zločina koji su počinjeni. »Potpuno je nelogično usredotočiti sva nastojanja da se dokaže kako je najveći broj morao biti ubijen upravo u Jasenovcu kad se nesumnjivo zna da su ljudi za ratnih vihora nalazili smrt na raznim mjestima i na razne načine. Zato treba promatrati ukupan broj ubijenih za sve stanovnike neke zemlje, pa i za Srbe u tzv. NDH:« (Žerjavić, str. 73)
Kočović drugim metodama dolazi do broja od 70.000 ukupno umorenih u Jasenovcu (iako za ukupni broj srpskih žrtava daje veći broj nego Žerjavić). Poimenični popis žrtava načinjen 1964. navodi 59.589 žrtava u Jasenovcu i Staroj Gradiški (jedinstveni logorski sustav). Popis koji je tiskan u Beogradu 1997. navodi 78.000, a danas se za popis koji vodi Muzej holokausta u Beogradu navodi da sadrži 80.022 imena poginulih, od čega 52.000 Srba. Pregledom svih raspoloživih izvještaja o broju žrtava fašističkog terora među Srbima na području NDH, Žerjavić dolazi do približnog broja od oko 48.500.
Nigdje nema prostora za pretpostavku o mnogo većem stvarnom broju ubijenih, osim ako se pretpostavi da je znatan dio od onih oko 170.000 žrtava fašističkog terora, za koje izvori navode da su ubijeni drugdje (prilikom "čišćenja" terena, u jamama, drugim logorima itd.) zapravo ubijen u Jasenovcu; nema nikakvog razloga za takvu pretpostavku.
Ako bismo ipak insistirali na broju od 700.000 Srba ubijenih u Jasenovcu, tj. za oko 650.000 ili 14 puta veći od onog koji daju ne samo Žerjavić, nego i Muzej holokausta, uz uvažavanje spomenutog broja drugih poginulih Srba, to bi značilo da očekivani broj Srba na području NDH u 1948. godini nije 2.300.000, nego za odgovarajući broj veći, tj. 2.950.000. S obzirom na to da ih je 1931. bilo 1.790.000, to je povećanje od 64,8% u 17 godina, odnosno 3,0% godišnje. Broj daleko od svake realnosti, i u suprotnosti s poznatim podacima o broju rođenih i umrlih 1931. – 1939. i 1947. – 1948. A naravno stvarno bi stopa u predratnom razdoblju morala biti znatno veća, jer vrlo velik broj ubijenih znači naravno i znatno smanjivanje broja rođene djece, što smanjuje stopu.